# Zygophyllum mucronatum
Zygophyllum mucronatum är en pockenholtsväxtart som beskrevs av Carl Maximowicz. Zygophyllum mucronatum ingår i släktet Zygophyllum och familjen pockenholtsväxter. Inga underarter finns listade i Catalogue of Life.